# 飛行器列表
飞行器列表按照字母的顺序分类，从制造商（在某些情况下是设计者）的名字开始。列表是一个包容性列表而不是专有的列表，也就是说飞机可以分类在多个名字、标记符号或者制造商列表下。
列表中俄製飞机的绰号采用的是北约名称。
这个目录一般不包括飞机的变型或者子类型。 

## A
- A-1 天襲者 SkyRaider 美國道格拉斯公司
- A-3 天空戰士 SkyWarrior 美國道格拉斯公司
- A-4 天鷹 SkyHawk 美國道格拉斯公司
- A-5 民團 Vigilante 美國北美公司
- A-6 入侵者 Intruder 美國格鲁曼公司
- A-7 海盗II Corsair II 美國LTV
- A-10 雷电 Thunderbolt 美国费尔柴德（Fairchild）公司
- A-12 伯劳鸟 美國寇蒂斯-莱特公司
- A-12 牛車 美國洛克希德公司
- A-12 復仇者II式 美國麥道公司、通用動力公司
- A-20 毀滅/波士頓 Havoc/Boston 美國道格拉斯公司
- A-26 侵略者 Invader 美國道格拉斯公司
- A-37 蜻蜓（又可稱為鳥鳴） Dragenfly 美國西斯納公司
- AC-47「幽靈」（AC-47 "Spooky"）
- AC-130空中砲艇（Lockheed AC-130 Gunship）
- AD-1 美国Ames工业公司

- A300 欧洲空中客车公司
- A310 欧洲空中客车公司
- A318 欧洲空中客车公司
- A319 欧洲空中客车公司
- A320 欧洲空中客车公司
- A321 欧洲空中客车公司
- A330 欧洲空中客车公司
- A340 欧洲空中客车公司
- A350 欧洲空中客车公司
- A380 欧洲空中客车公司
- A400M 欧洲空中客车公司

- A.24 捷克沃多喬迪航空
- A.204 捷克沃多喬迪航空
- A.300 捷克沃多喬迪航空
- A.304 捷克沃多喬迪航空
- Ae-45 捷克沃多喬迪航空

- AEG B.I 德国AEG
- 信天翁C 德国信天翁航空器製造公司
- 信天翁D 德国信天翁航空器製造公司
- Ar 196 德國阿拉多飛機製造廠
- 阿維他D 德国阿维他飞机公司

- AH-1 眼鏡蛇 美国貝爾公司
- AH-64 阿帕奇 美国休斯公司（后并入麦道公司）

- An-2 苏联安东诺夫设计局
- An-8 苏联设计局
- An-10 苏联设计局
- An-12 苏联安东诺夫設計局
- An-22 苏联设计局
- An-24 苏联设计局
- An-26 蘇聯设计局
- An-30 蘇聯安东诺夫设计局
- An-32 蘇聯设计局
- An-38 乌克兰设计局
- An-70 乌克兰设计局
- An-72 苏联设计局
- An-74 苏联设计局
- An-124禿鷹 Condor 苏联设计局
- An-148 苏联设计局
- An-225夢想式（Mriya）運輸機，北約代號「哥薩克」（Cossack），烏克蘭设计局

- A-40 苏联別里耶夫設計局
- A-50 支柱 苏联別里耶夫航空廠

- ATR42-欧洲ATR公司
- ATR72-欧洲ATR公司

- ARJ-21 中国商用飞机有限责任公司

- AV-8鷂II HarrierII 美国波音公司

- A1N 日本中島重工
- A2N 日本中島飛行機
- A4N 日本中島飛行機
- A5M 日本三菱重工
- A6M 零式 日本三菱重工公司
- A7M 烈風 日本三菱重工
- AB-3 日本愛知時計電機

- AT-3 自強號高級教練/輕攻擊機 中华民国漢翔公司

## B
- B-1 枪骑兵（長矛） Lancer 美国洛克韦尔国际公司 (併入波音)
- B-2 幽灵 Spirit 美国诺斯罗普·格鲁门公司
- B-10 美國馬丁公司
- B-17 空中堡壘 Flying Fortress 美國波音公司
- B-18 大刀 Bolo 美國道格拉斯公司
- B-24 解放者 Liberator 美國團結公司
- B-25 米切爾 Mitchell 美國北美人航空公司
- B-26 劫掠者 Marauder 美國馬丁公司
- B-29 超級空中堡壘 Superfortress 美國波音公司
- B-36 和平締造者 Peacemaker 美國團結公司
- B-47 同溫層噴氣 StratoJet 美國波音公司
- B-50 美國波音公司
- B-52 同溫層空中堡壘 Stratofortress 美國波音公司
- B-57 美國格倫馬丁公司
- B-58 盗贼 美国康维尔公司
- B-66 美國洛克希德公司
- 蝙蝠 美国诺斯洛普·格鲁门
- 食肉鳥 美国波音/麦克唐纳-道格拉斯公司
- 波音234 美国波音公司
- 波音2707 美国波音公司
- 波音314 美国波音公司
- 波音377 美国波音公司
- 波音707 美国波音公司
- 波音717 美国波音公司
- 波音727 美国波音公司
- 波音737 美国波音公司
- 波音747 美国波音公司
- 波音757 美国波音公司
- 波音767 美国波音公司
- 波音777 美国波音公司
- 波音787 美国波音公司

- BAe 146 英國航太
- BAe ATP 英國航太

- Be-6 蘇聯別里耶夫設計局
- Be-12 蘇聯別里耶夫設計局
- Be-200 蘇聯別里耶夫設計局

- Ba 349 毒蛇式 德國埃利希‧巴赫博士
- BV 222 德國布洛姆-福斯

- Ba.88 義大利恩內斯托·布雷達公司

- 拜拉克塔尔-TB2 土耳其拜拉克塔尔公司

- B1M 日本三菱重工
- B2M 日本三菱重工
- B4Y 日本海軍航空技術廠
- B5N 日本中島飛行機公司
- B6N 日本中島飛行機公司
- B7A 日本愛知航空機

## C
- 中興號 中華民國漢翔公司
- C-919 中國商用飛機有限責任公司
- C-929 中俄国际商用飞机有限责任公司
- C-5 银河 Galaxy 美国麦道公司
- 波音C-17环球霸王III 美国麦道公司（后并入波音公司）
- C-46 突擊隊 Commando 美国寇蒂斯公司
- C-47 空中火車 Skytrain 美國道格拉斯公司，為DC-3之軍用機。
- C-54 空中霸王 Skymaster 美國道格拉斯公司
- C-74 环球霸王 Globemaster I 美国道格拉斯公司
- C-118 举重霸王 Liftmaster 美国道格拉斯公司
- C-119 飛行車廂 美國費爾柴德公司
- C-123 供應者 美國費爾柴德公司
- C-124 环球霸王II Globemaster II 美国道格拉斯公司
- C-130 大力神 Hercules 美国洛克希德公司
- C-133 运输霸王 Cargomaster 美国道格拉斯公司
- C-141 运输星 Starlifter  美国洛克希德公司
- C-170 美国西斯納
- C-172 美国西斯納
- C-208 美国西斯納
- CH-46 海骑士 Sea Knight 美国波音公司
- CH-47 支奴干 Chinook 美国波音公司
- CH-53 海上种马 Sea Stallion 美国西科斯基公司
- CV-340 空中行宮 美國康維爾公司
- CV-880 美國康維爾公司
- CV-990 美國康維爾公司
- Ca.3 意大利卡普羅尼
- Ca.4 意大利卡普羅尼
- Ca.60 意大利卡普羅尼
- Ca.90 意大利卡普羅尼
- Ca 111 意大利卡普羅尼
- 骆驼 英国索普维斯航空公司
- C1M 日本三菱重工業
- C6N 日本中島飛行機公司
- Concorde 法國宇航 ,英國飛機公司

## D
- 海豚 美國道格拉斯公司
- DC-1 美國道格拉斯公司
- DC-2 美國道格拉斯公司
- DC-3 美國道格拉斯公司
- DC-4 美國道格拉斯公司
- DC-5 美國道格拉斯公司
- DC-6 美國道格拉斯公司
- DC-7 美國道格拉斯公司
- DC-8 美國道格拉斯公司
- DC-9 美國道格拉斯公司（后与麦克唐纳公司合并成麦道公司）
- DC-10 美國道格拉斯公司（后与麦克唐纳公司合并成麦道公司）

- DH.98 蚊式（Mosquito）英國德哈维兰
- DH.106 彗星 Comet 英國德哈维兰

- Do 17轟炸機 （暱稱：飛行鉛筆） 德國多尼爾公司
- Do 24 德國多尼爾公司
- Do 217德國多尼爾公司
- Do 335戰鬥機，德國多尼爾公司
- Do-228 德國多尼爾公司
- Do-328 德國多尼爾公司
- Do-X 德国多尼尔
- Dr.I 德国福克公司

- Dash 8/DHC-8 加拿大龐巴迪航太公司

- D1A 日本愛知時計電機
- D3A 日本愛知航空機公司
- D4Y 日本海軍航空技術廠

## E
- E-2 鹰眼 Hawkeye 美国诺思罗普·格鲁门公司
- E-3 望楼 Sentry 美国波音公司
- E-4 先进空战指挥所 Advanced Airborne Command Post 美国波音公司
- E-8 联合之星 JSTARS（Joint Surveillance Target Attack Radar System）美国波音公司
- E-10 多传感器指挥和控制飞机 MC2A（Multi-Sensor Command and Control Aircraft） 美国波音公司
- 颱風戰鬥機（EF-2000） 欧洲战斗机公司（英、德、意和西班牙四国合作）

- E-555 德国阿拉多飛機製造廠

- 發現者 Explorer 美国麦道公司

- E7K 日本川西重工
- E8N 日本中島重工
- E16A 日本愛知飛行社

- EMB-110 巴西航空工業
- EMB-120 巴西航空工業
- EMB-121 巴西航空工業
- EMB-145 巴西航空工業
- EMB-170 巴西航空工業
- EMB-190 巴西航空工業

## F
- 飛行家 Flyer 美國萊特兄弟，為歷史承認之最早飛機，飛行家分為1號及A型。
- F.5/34 英国哥士达
- F-1 暴怒 Fury 美國北美人航空公司（North American）
- F2A 水牛 Buffalo 美國布魯斯特公司
- F2Y 海標 美國康維爾公司
- F-4 鬼怪 Phantom II 美国麦克唐纳公司（后和道格拉斯公司合并成麦道公司）
- F-4D 幽靈 Phantom 美国麦克唐纳公司
- F4F 野貓 Wildcat 美国格鲁门公司
- F4U 海盜 Corsair 美国沃特公司
- F-5 老虎 美国诺思罗普公司
- F6F 地獄貓 Hellcat 美国格鲁门公司
- F7F 老虎貓 Tigercat 美国格鲁门公司
- F-8 十字軍 Crusader 美国沃特公司
- F8F 熊貓 Bearcat 美国格鲁门公司
- F9C 雀鷹 Sparrowhawk 美國寇蒂斯公司
- F9F 黑豹 Panther 美国格鲁门公司
- F10F 美洲豹 Jaguar 美国格鲁门公司
- F-11 美洲虎 Tiger 美國格鲁门公司
- F-14 雄猫 Tomcat 美国格鲁门公司
- F-15/F-15E 鹰 Eagle 美国麦道公司
- F-16 战隼 Falcon 美国通用动力公司
- F/A-18 大黄蜂 Hornet 美国麦道公司（后并入波音公司）
- F-20 虎鯊 Tiger Shark 美国諾斯諾普公司
- F-21 幼狮战斗机的美国编号
- F-22 猛禽 Raptor 美国洛克希德·马丁公司
- F-35 閃電II Lightning II 美国洛歇·馬丁公司
- F-80 流星 美國洛克希德公司
- F-82 雙野馬 美國北美人航空公司
- F-84 美國共和飛機公司
- F-86 佩刀 Sabre 美國北美人航空公司
- F-89 毒蠍 Scorpion 美国诺思罗普公司
- F-99
- F-100 超級佩刀 Super Sabre 美國北美人航空公司
- F-101 巫毒 Voodoo 美國麥克唐納公司
- F-102 三角匕首 Delta Dagger 美國康維爾公司
- F-104 星式戰機 Starfighter 美國洛克希德公司
- F-105 雷公 Thunderchief 美国共和飞机公司（后并入费尔柴耳德 FairChild 工业公司）
- F-106 三角标枪 Delta Dart 美国康维尔公司
- F-107 终极佩刀 Ultra Sabre 和F-105竞标失败 美國北美人航空公司
- F-111 土豚 Aardvard 美国通用动力公司
- F-117 夜鹰 Nighthawk 美国洛克希德公司

- 福克-50 Fokker-50 荷兰福克飞机公司
- 福克-100 Fokker-100 荷兰福克飞机公司
- 福克A.I 荷兰福克公司
- 福克D-VIII 荷兰福克公司
- 福克D-VII 荷兰福克公司
- 福克Dr.I 荷兰福克公司
- 福克E 荷兰福克公司
- 福克F.I 荷兰福克公司

- 發現者 Explorer 美国麦道公司

- FC-1 枭龙 中国成都飞机工业公司
- F-CK-1 經國號戰鬥機 台灣航空工業發展中心

- F-1 日本三菱重工業
- F-2 日本三菱重工業

- FW Triebflügel 德国福克-沃尔夫
- FC-31

## G
- G550 美國灣流航太
- G650 美國灣流航太
- G3M 日本三菱重工業
- G4M 日本三菱重工業
- G5N 日本中島重工
- G8N 日本中島重工
- G10N 日本中島飛機
- 戈塔G 德国戈塔

## H
- 颶風 Hurricane 英國霍克 (Hawker)
- 鷂 Harrier 英國霍克斯利(Hawker Siddeley)
- HS121 三叉戟 Trident 英國霍克斯利(Hawker Siddeley)
- 漢諾威CL 德国汉诺威飞机公司
- 擁藍 美国洛克希德公司
- H6K 日本川西重工
- H8K 日本川西航空機
- HondaJet 日本本田技研工业
- 噴射自由鳥 土耳其航太公司
- He 100戰鬥機
- He 111轟炸機
- He 112戰鬥機
- He 115水上轟炸機
- He 118
- He 119
- Hs 124
- Hs 129
- He 162戰鬥機
- He 177轟炸機
- He 219戰鬥機
- He 51戰鬥機

## I
- 伊-15
- 伊-16
- Il-2 Stormovik 攻擊機 苏联伊留申
- Il-4 苏联伊留申
- Il-10 苏联伊留申
- Il-18 苏联伊留申
- Il-28 苏联伊留申
- Il-62 苏联伊留申
- Il-76 苏联伊留申
- Il-78 苏联伊留申
- Il-86 苏联伊留申
- Il-96 苏联伊留申
- 伊利亞·穆羅梅茨 俄罗斯罗斯-波罗的运输工厂
- IA-58 阿根廷FAdeA
- IA 63 阿根廷FAdeA
- IAR 99 罗马尼亚Avioane Craiova

## J
- 容克斯D-I 德国容克斯
- Ju 52 德國容克斯公司
- Ju 87 Stuka 斯圖卡 德國容克斯公司
- Ju 88轰炸机 德國容克斯公司
- Ju 89轰炸机 德國容克斯公司
- Ju 188轰炸机 德國容克斯公司
- Ju 288轰炸机 德國容克斯公司
- Ju 290轰炸机 德國容克斯公司
- Ju 388轰炸机 德國容克斯公司
- J.I 德國容克斯

- J 35 瑞典萨伯公司
- JAS 39 鹰狮 瑞典萨伯公司

- 捷流31 英國航太
- 捷流41 英國航太

- 歼5 J-5 中国沈阳飞机工业公司
- 歼6 J-6 中国沈阳飞机工业公司
- 歼7 J-7 中国成都飞机工业公司
- 歼8 J-8 中国沈阳飞机工业公司
- 歼10 J-10 中国成都飞机工业公司
- 殲11 J-11 中国沈阳飞机工业公司
- 歼12 J-12 中国南昌飞机制造厂
- 歼15 J-15 中国沈阳飞机工业公司
- 殲-16 J-16 中国沈阳飞机工业公司
- 歼20 J-20 中国成都飞机工业公司
- 殲-31 中国沈阳飞机工业公司

- J1N1-S 月光 日本中島飛行機公司
- J2M 雷電 日本三菱重工、海軍航空技術廠
- J5N 天雷 日本中島重工
- J7W1 震电 日本海軍航空技術廠、九州飛行機
- J8M 秋水 日本三菱重工

## K
- 狂风（Tornado） 帕那维亚飞机公司（英国、德国和意大利三国联合成立）
- Ki-4 日本中島飛行機公司
- Ki-10 日本川崎重工
- Ki-15 日本三菱重工業
- Ki-21 日本三菱重工業
- Ki-27 日本中島飛行機公司
- Ki-30 日本三菱重工業
- Ki-32 日本川崎重工
- Ki-36 日本立川飛行機公司
- Ki-43 日本中島飛行機公司
- Ki-44 日本中島飛機公司
- Ki-45 屠龍 日本川崎重工
- Ki-46 日本三菱重工業
- Ki-48 日本川崎重工
- Ki-49 日本中島重工
- Ki-51 日本三菱重工業
- Ki-61 日本川崎航空機公司
- Ki-67 日本三菱重工業
- Ki-76 日本国際航空工業公司
- Ki-84 日本中島飛行機公司
- Ki-100 日本川崎航空機公司
- K-7 苏联加里宁设计局
- KJ-1 中華人民共和國空軍
- KJ-200 中國陝西飛機製造公司
- KJ-2000 中國陝西飛機製造公司

## L
- L1011 洛歇三星 Tristar 美国洛歇公司
- La-5戰鬥機
- L-159 ALCA 捷克沃多喬迪航空

- L-13 捷克萊特庫諾維采公司
- L-23 捷克萊特庫諾維采公司
- L-33 捷克萊特庫諾維采公司
- LF-109 捷克萊特庫諾維采公司
- L-410 捷克萊特庫諾維采公司
- L-610 捷克萊特庫諾維采公司

- L-29 捷克 沃多喬迪航空
- L-39 捷克 沃多喬迪航空
- L-60 捷克 沃多喬迪航空

- Lerche 德国亨克爾

- 洛納L 奥匈帝国洛纳飞机公司

## M
- M5 意大利馬基

- 梅塞施米特 Bf 109 德國梅塞施密特公司
- 梅塞施米特 Bf 110 德國梅塞施密特公司
- 梅塞施米特 Me 163彗星 Komet 德國梅塞施密特公司
- 梅塞施米特 Me 209 德國梅塞施密特公司
- 梅塞施米特 Me 262 德國梅塞施密特公司
- 梅塞施米特 Me 264 德國梅塞施密特公司

- Mi-4 苏联米爾設計局
- Mi-6 蘇聯米爾設計局
- Mi-8 臀 Hip 蘇聯米爾設計局
- Mi-24 雌鹿 Hind 蘇聯米爾設計局
- Mi-26 光晕 Halo 蘇聯米爾設計局
- Mi-28  蘇聯米爾設計局
- MiG-1 苏联米高扬设计局
- MiG-3 苏联米高扬设计局
- MiG-9 苏联米高扬设计局
- MiG-15 柴捆 Fagot 苏联米高扬设计局
- MiG-17 壁畫 Fresco 苏联米高扬设计局
- MiG-19 農夫 Farmer 苏联米高扬设计局
- MiG-21 魚床 Fishbed 苏联米高扬设计局
- MiG-23 鞭挞者 Flogger 苏联米高扬设计局
- MiG-25 狐蝠 Foxbat 苏联米高扬设计局
- MiG-27 側衞 Flanker 苏联米高扬设计局
- MiG-29 支點 Fulcrum 苏联米高扬设计局
- MiG-31 獵狐犬 Foxhound 苏联米高扬设计局
- MiG-110 俄罗斯米高扬设计局
- MiG-1.44 俄罗斯米高扬设计局
- MC-21 俄羅斯雅克列夫實驗設計局、伊爾庫特科學生產集團

- 幻象III Mirage III  法国达索公司
- 幻象F1 Mirage F1 法国达索公司
- 幻象2000 Mirage 2000  法国达索公司
- 幻影4000 Mirage 4000  法国达索公司
- 莫蘭-索尼耶L 法国莫兰-索尼耶飞机公司

- MD-11 美国麦道公司
- MD-12 美国麦道公司
- MD-80 美国麦道公司
- MD-90 美国麦道公司

- 墨子 中国奥科赛

- M6A 日本愛知航空機公司

## N
- 紐波特11 法国纽波特飞机公司
- 紐波特17 法国纽波特飞机公司
- 紐波特28 法国纽波特飞机公司
- Novi Avion 南斯拉夫索科公司

## O
- OH-58 奇歐瓦勇士Kiowa
- OH-6 Cayuse，綽號:泥鰍(Loach)
- OV-10
- 塞斯纳天空大師\O-2 空中主宰Skymaster 美國西斯納公司

## P
- P-2 海王星 Neptune 美国洛歇公司
- P-3 獵戶座 Orion 美国洛歇公司
- P6M 海大師 美國馬丁公司
- P-8海神（Poseidon）式巡邏機：波音737的軍用版本，用於反潛作戰和反水面艦作戰。
- P-26 美國波音公司
- P-35 美國塞維爾斯基公司
- P-36 鷹 Hawk 美國寇帝斯-萊特公司
- P-38 閃電 Lightning  美国洛歇公司
- P-39 空中眼鏡蛇 Aircobra  美国贝尔飞机公司
- P-40 戰鷹 Warhawk  美国柯蒂斯-萊特公司
- P-43 美國共和飛機公司
- P-46
- P-47 雷霆 Thunderbolt  美国共和飞机公司
- P-51 野馬 Mustang 美國北美公司
- P-59 空中彗星 美國貝爾飛機公司
- P-61 黑寡婦 Black Widow 美國諾斯洛普公司
- P-63 眼鏡王蛇 Kingcobra 美国贝尔公司
- P-80 射擊星 Shooting Star 美国洛克希德公司
- P-82 终极野马（双野马）
- PBY Catalina 美國團結飛機公司
- Pe-2 蘇聯佩特利亞科夫設計局
- Pe-8 蘇聯佩特利亞可夫設計局
- Po-2 蘇聯玻利卡爾波夫設計局
- PBY卡特琳娜水上飛機美國團結飛機公司公司
- 柏法茨D-III 德国柏法茨飞机公司
- 柏法茨D-XII 德国柏法茨飞机公司
- 柏法茨E 德国柏法茨飞机公司
- P1Y 日本海軍航空技術廠
- 鳳凰D 奥匈帝国凤凰飞机公司
- 小狗 英国索普维斯航空公司

## Q
- Q-5 中國南昌飛機製造廠
- Q-6 中國南昌飛機製造廠

## R
- RAH-66 科曼奇 Comanche 美国波音公司和西科斯基公司联合研制
- RQ-170 哨兵 美國洛克希德·馬丁公司
- RQ-180 美国诺斯洛普·格鲁门
- RQ-4 全球鷹 美國諾斯洛普·格魯門公司
- 阵风战斗机 Rafale 法国达索公司
- 巨人機一型 德国AEG
- 羅蘭C-II 德国LFG

## S
- SA60L 中国山河科技有限公司

- Su-1 蘇聯苏霍伊设计局
- Su-7 蘇聯苏霍伊设计局
- Su-11 蘇聯苏霍伊设计局
- Su-15 酒壺 蘇聯苏霍伊设计局
- Su-17/20/22 裝配匠(族系) Fitter(s) 蘇聯苏霍伊设计局
- Su-24 蘇聯苏霍伊设计局
- Su-25 蘇聯苏霍伊设计局
- Su-27 蘇聯苏霍伊设计局
- Su-30 蘇聯苏霍伊设计局
- SU-34 蘇聯苏霍伊设计局
- Su-35 蘇聯苏霍伊设计局
- Su-37 蘇聯苏霍伊设计局
- Su-38 俄羅斯苏霍伊设计局
- Su-47 蘇聯苏霍伊设计局
- Su-50 俄羅斯苏霍伊航空集团
- Su-57 俄羅斯苏霍伊航空集團
- SSJ 100 俄羅斯阿穆爾河畔共青城飛機生產聯合體

- SAAB 37 瑞典萨博
- Saab 340 瑞典萨博
- Saab 2000 瑞典萨博

- 噴火 Spitfire 英國超級馬林 (Supermarine)
- SD3-30 英國肖特兄弟公司
- SD3-60 英國肖特兄弟公司

- S1A 日本愛知飛機公司
- SpaceJet 日本三菱重工

- S-2 美國格魯曼公司
- S-3 維京 Viking 美國洛克希德公司
- S-42 美国塞考斯基飛機公司
- S-43 美国塞考斯基飛機公司
- SR-71 黑鸟 Blackbirds 美国洛克希德公司
- SBC 地獄俯衝者 Helldiver 美國寇蒂斯公司
- SBD 無畏 Dauntless 美國道格拉斯公司
- SB2U 辯護者 Vindicator 美國沃特公司

- 斯柏特S-VII 法国斯柏特飞机公司

- STM Kargu 土耳其STM

- 思提帕-卡普罗尼 意大利卡普羅尼

## T
- T-BE5A高級教練機
- Tu-2 蘇聯圖波列夫設計局
- Tu-4 蘇聯圖波列夫設計局
- Tu-16 獾 Badger 俄罗斯圖波列夫设计局
- Tu-22M 逆火戰略轟炸機 Backfire 俄罗斯圖波列夫设计局
- Tu-95 熊 俄罗斯圖波列夫设计局
- Tu-114 俄罗斯圖波列夫设计局
- Tu-134 俄罗斯圖波列夫设计局
- Tu-144 俄罗斯圖波列夫设计局
- Tu-154 俄罗斯圖波列夫设计局
- Tu-160 Blackjack 俄罗斯圖波列夫设计局
- Tu-204 俄罗斯圖波列夫设计局
- Tu-244 俄罗斯圖波列夫设计局
- Tu-334 俄罗斯圖波列夫设计局

- TBD 毀滅者 Devastator 美國道格拉斯公司
- TBF 復仇者 Avenger 美国格鲁门公司
- 默藍 美国諾斯洛普公司
- T-6 德州佬式教練機 德州佬 Texan
- T-6德州人II教練機 比奇飛機公司
- T-28 特洛伊人 Trojan 美國北美航空公司
- T-38 鷹爪 美國諾斯洛普公司

- T-50 韓國航太工業公司、洛克希德

- 鴿式單翼機 奥匈帝国埃高·艾垂奇

- 三翼戰鬥機 英国索普维斯航空公司

## U
- U-2 美国洛克希德公司
- UH-1 易洛魁 Iroquois 美國貝爾公司
- UH-60 黑鹰 Blackhawk 美国西科斯基公司

## V
- V-22 鱼鹰 美国波音公司

## W
- Wespe 德国亨克爾
- 威撒式 Wessex 英國威斯蘭（Westland）
- WJ-700 中国航天科工集团三院海鹰航空通用装备有限公司

## X
- X-1 美國貝爾公司
- X-3 美國道格拉斯
- X-4试验机 诺斯罗普公司
- X-15 美國北美公司
- X-24 美國馬丁·馬瑞塔公司
- X-29 美國格拉曼公司
- X-31
- XB-15 美國波音公司
- XF5F戰鬥機 美國格魯門公司
- XP-84 美國共和公司
- XF-88戰鬥機 美國麥克唐納飛行器公司
- XQ-58 美国克拉托斯

## Y
- Yak-1戰鬥機 蘇聯雅克夫列夫设计局
- Yak-3戰鬥機 蘇聯雅克夫列夫设计局
- Yak-9戰鬥機 蘇聯雅克夫列夫设计局
- Yak-36實驗機 蘇聯雅克夫列夫设计局
- Yak-11 蘇聯雅克夫列夫设计局
- Yak-18 蘇聯雅克夫列夫设计局
- Yak-38 蘇聯雅克夫列夫设计局
- Yak-42 蘇聯雅克夫列夫设计局
- Yak-61 蘇聯雅克夫列夫设计局(无人驾驶)
- Yak-130 俄罗斯雅科航空器集團
- Yak-141 蘇聯雅克夫列夫设计局
- YS-11 日本航空機製造（NAMC）
- YF-12 美國洛克希德公司、臭鼬鼠工廠
- YF-17 眼鏡蛇 Cobra 美國諾斯洛普公司 (後和格魯門公司合併為諾格公司)
- YF-23 美國諾斯洛普公司、麥克唐納-道格拉斯公司
- YF-107
- 运-5 Y-5 中国江西洪都航空工業集團
- 运-10 Y-10 上海640所和5703厂等
- 运-11 Y-11 中国哈尔滨飞机制造公司
- 运-12 Y-12 中国哈尔滨飞机制造公司
- 运-7 Y-7 中国西安飞机工业公司
- 运-8 Y-8 中国陕西飞机工业公司
- 运-20 Y-20 中国西安飞机工业公司

## Z
- Z 26 捷克莫拉凡公司
- Z 37 捷克莫拉凡公司
- Z 50 捷克莫拉凡公司
- Z-XII 捷克莫拉凡公司

- 直-5 Z-5 中国哈尔滨飞机制造公司
- 直-8 Z-8 中国 中國直升機設計研究所與昌河飞机工业集团共同研製
- 直-9 Z-9 中国哈爾濱飛機製造公司
- 直-10 Z-10 中国哈尔滨飞机制造公司 、昌河飛機工業公司
- 直-11 Z-11 中国中國直升機設計研究所、昌河飞机工业公司
- 直-15 Z-15 中國哈尔滨飞机制造公司、法國空中巴士直升機公司
- 直-20 Z-20 中国哈尔滨飞机制造公司

- 齊柏林-斯塔肯R-VI 德国齊柏林-斯塔肯

## 外部連結
- 美国军用飞机列表 （页面存档备份，存于）